# کیفرسفلدن
کیفرسفلدن (به آلمانی: Kiefersfelden) یک شهر در آلمان است که در بایرن واقع شده‌است.

## خصوصیات
کیفرسفلدن ۳۶٫۷۲ کیلومترمربع مساحت دارد ۴۹۰ متر بالاتر از سطح دریا واقع شده‌است.